# Archivo de la Memoria Trans
El Archivo de la Memoria Trans (AMT) es un archivo argentino dedicado a recopilar y recuperar el patrimonio histórico y cultural de las personas transgénero, transexuales y travestis en el país. El Archivo busca actuar como una memoria colectiva para las identidades trans argentinas, asegurando que sus historias, especialmente las de quienes soportaron y resistieron la discriminación y la violencia sistémica —a menudo silenciadas o borradas por las narrativas oficiales—, se preserven y sean ampliamente accesibles para la comunidad. El proyecto fue ideado por las activistas trans María Belén Correa y Claudia Pía Baudracco, y fundado por la primera en 2012, poco después del fallecimiento de Baudracco. Comenzó como un grupo cerrado de Facebook creado por Correa, centrado en compartir fotografías personales y anécdotas de mujeres trans argentinas y, gracias a la incorporación de la fotógrafa Cecilia Estalles, evolucionó hacia un pequeño colectivo dedicado a la recolección, conservación y digitalización de materiales, siguiendo estándares archivísticos. El Archivo contiene más de 25,000 elementos que documentan la vida de personas trans en Argentina —desde principios del siglo XX hasta finales de los años noventa—, incluyendo fotografías, películas, grabaciones de sonido, artículos de periódicos y revistas, documentos de identidad, cartas, postales, notas y archivos policiales. Las archivistas del proyecto son mujeres trans mayores que, por primera vez, han accedido a un entorno profesional y laboral de esta naturaleza. Pionero en América Latina, el Archivo ha inspirado iniciativas similares en otros países de la región, como México, Honduras, Cuba, Colombia, Chile y Uruguay, entre otros. Además de su misión de preservación, el AMT ha llevado a cabo varias manifestaciones políticas y acciones legales en busca de reparaciones históricas para la comunidad trans. En 2023, el Archivo recibió la máxima distinción honoris causa otorgada por la Universidad Nacional de La Plata.
Además de sus esfuerzos de preservación y activismo, el AMT se ha propuesto difundir su material, que ha sido presentado tanto en exposiciones físicas como en plataformas digitales en museos e instituciones dentro y fuera del país, como el Museo Reina Sofía, el Tate Modern y la Bienal de São Paulo, lo que ha otorgado al proyecto un reconocimiento internacional. El Archivo también fue el foco de una serie documental estrenada en el canal Encuentro, produjo un pódcast y una radionovela, y participó en la película documental Álbum de familia (2024). Tras la experiencia de coeditar un fotolibro en 2020 con la editorial porteña Chaco, en 2022 el AMT fundó su propia editorial independiente, dedicada a promover autores y temáticas trans. El primer libro de esta editorial fue Si te viera tu madre, publicado ese mismo año, que aborda la vida y el activismo de Baudracco a través de textos y fotos. Le siguió Nuestros códigos en 2023, un libro-objeto que incluye fotos y citas de mujeres trans en diálogo con documentos de otros archivos, provenientes de instituciones que se encargaban de perseguir a la comunidad. En 2024, el AMT publicó el libro Kumas y una reimpresión actualizada del fotolibro de 2020, además de dos fanzines: La abuela y la travesti y El amor volverá. El trabajo del AMT también desempeñó un papel clave en un fallo judicial histórico del 27 de marzo de 2024, que, por primera vez, reconoció a las mujeres trans como víctimas de la última dictadura cívico-militar.

## Historia y misión

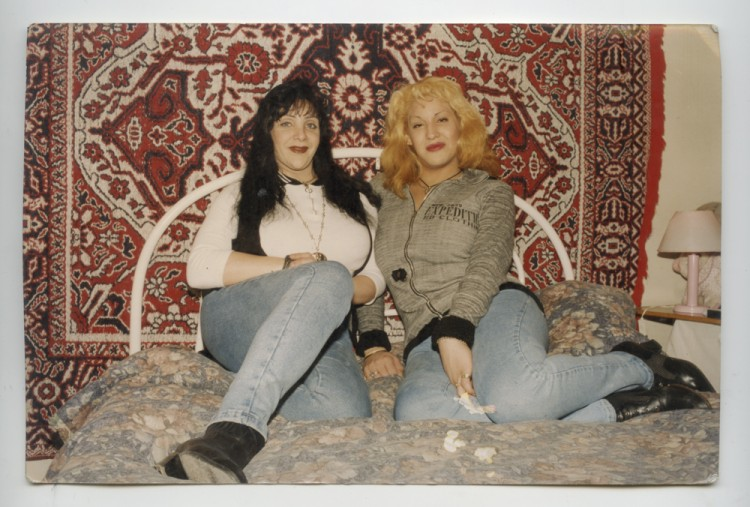
Las activistas Claudia Pía Baudracco (izquierda) y María Belén Correa (derecha), quienes idearon el Archivo, fotografiadas en 1993.

El Archivo de la Memoria Trans (AMT) fue ideado Claudia Pía Baudracco y María Belén Correa, dos influyentes activistas que tuvieron un rol importante en el surgimiento del movimiento organizado por los derechos de las personas trans en Argentina a principios de la década de 1990. En 2012, el movimiento por los derechos trans en el país logró su mayor victoria con la aprobación de la Ley de Identidad de Género, una legislación pionera a nivel mundial que reconoce a las personas trans según su identidad autopercibida sin patologizarlas y garantiza la cobertura integral de tratamientos relacionados con el género en los sistemas de salud públicos y privados. Correa ha sostenido repetidamente que la aprobación de la Ley de Identidad de Género representó el verdadero comienzo de la democracia para las personas trans, quienes a pesar de la recuperación de la democracia en 1983 continuaban enfrentando persecución, violencia y discriminación. Dos meses antes de la aprobación de la ley, Baudracco, una de sus principales impulsoras, falleció, y Correa decidió fundar el Archivo al poco tiempo. En 2025, ella escribió: «La Ley fue un hecho histórico que cambió para siempre nuestras vidas. Marcó el fin de una política de persecución y el comienzo de una política de inclusión. En la Argentina, donde la búsqueda de identidad ha sido una lucha constante, recién en 2012 la democracia llegó para las personas trans. En el calor del activismo, de defender nuestras vidas, siempre hubo que mirar hacia adelante, la próxima acción, la próxima movilización. Para mí, la Ley no solo significó un DNI, sino también la posibilidad de mirar hacia atrás, de recuperar la memoria». Correa se refiere a la lucha de las Madres y Abuelas de Plaza de Mayo por «Memoria, Verdad y Justicia» en defensa de las víctimas del terrorismo de Estado durante la última dictadura cívico-militar, un esfuerzo que ha señalado como una influencia clave en la fundación del AMT.

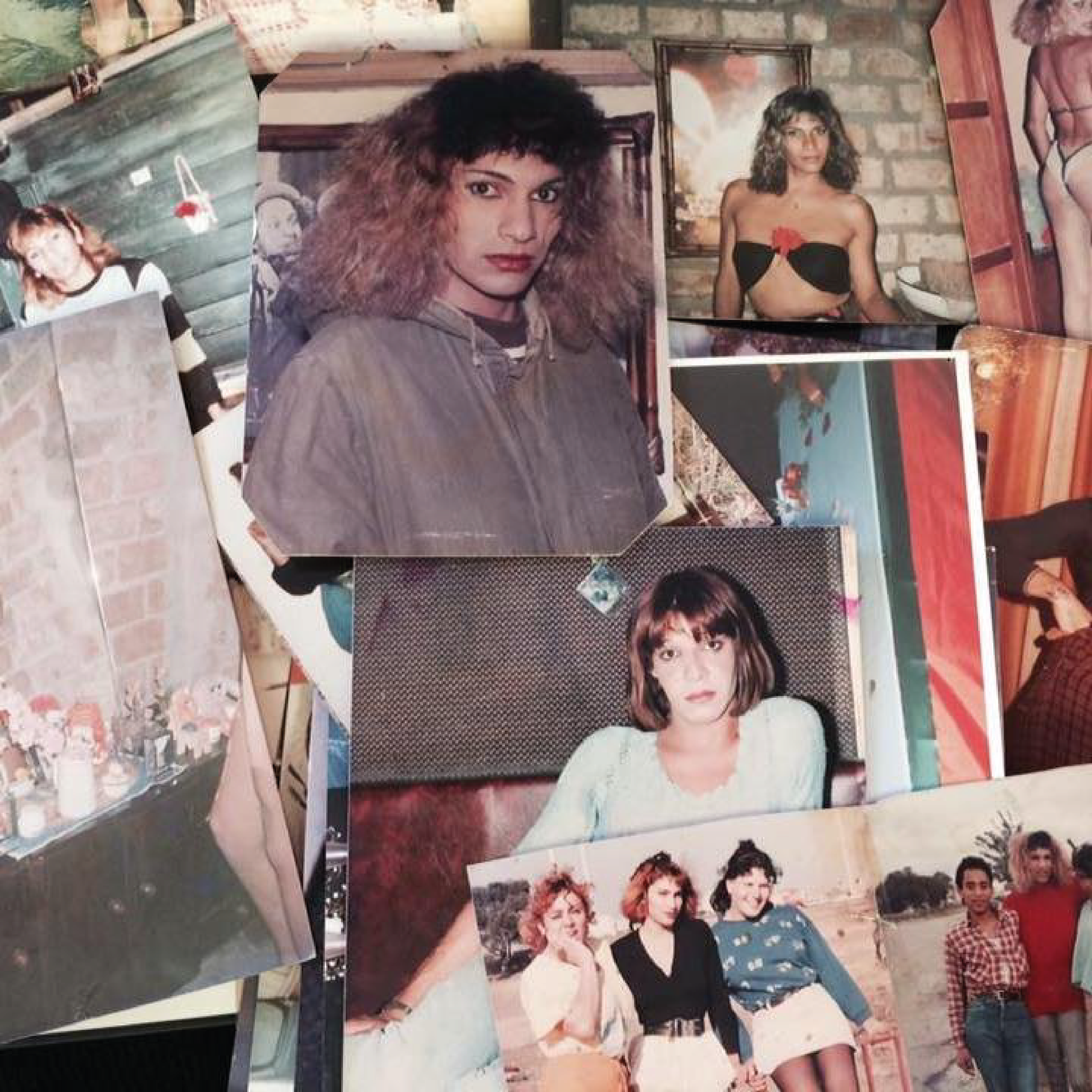
Un conjunto de fotografías alojadas en el Archivo.

Tras la muerte de Baudracco, Correa heredó una caja que contenía seis mil objetos, incluyendo fotografías, documentos y diversos materiales que narraban su vida, su activismo y el de otras compañeras trans, el cual se convertiría en el primer fondo documental del AMT. La misión del Archivo es recopilar y preservar la historia y el patrimonio cultural de las personas transgénero, transexuales y travestis del país, actuando como una memoria colectiva de las identidades trans argentinas. Su objetivo es asegurar que las historias de quienes enfrentaron y resistieron la discriminación y la violencia sistémicas, frecuentemente silenciadas o eliminadas de los relatos oficiales, se preserven y sean ampliamente accesibles para la comunidad. En sus comienzos, el proyecto nació como un grupo privado de Facebook creado por Correa, donde las sobrevivientes trans podían reconectar, compartir recuerdos y, en palabras de Correa, «ante todo, sabernos vivas». Escribiendo en 2025, recordó:

Con el correr de los días, empezamos a conformar una colección que se consideró un tesoro. No es una exageración adjudicarle ese término a cada una de nuestras fotos y pertenencias por más pequeñas que sean, por más desenfocadas que puedan estar: por mucho tiempo, en nuestro país —y en muchos otros países de América Latina—, nuestras historias han sido desdibujadas, incluso borradas en su totalidad. (...) Nuestras familias, muchas de ellas sumidas en la vergüenza y el rechazo, nos silenciaron, o intentaron cambiarnos, o incluso nos echaron de nuestras casas cuando notaron que eso no iba a ser posible. (...) A pesar de haber sufrido tanta muerte, y de tantas formas distintas, en cada foto recuperada y ante nuestros ojos adultos, nuestras vidas se volvieron aún más intensas, más brillantes. Nuestra necesidad, ahora compartida y expresada en los mensajes que intercambiábamos en cada publicación de nuestro grupo privado de Facebook, era la de contar y preservar estas historias, y también la de volvernos a abrazar. (...) Todas estas fotografías reunidas comenzaron a dar cuenta de nuestra "militancia antes de la militancia", de nuestra existencia-resistencia.

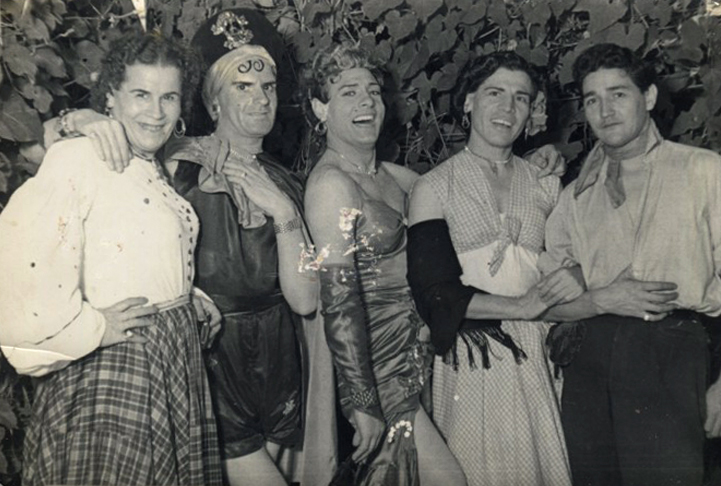
Una fotografía de 1945, entre las más antiguas del Archivo como parte del fondo de Malva Solís, la travesti más longeva de Argentina.

En 2014, Correa entró en contacto con la fotógrafa Cecilia Estalles, cuya perspectiva enriqueció el proyecto, permitiendo que el Archivo, a través de los contactos establecidos en el grupo de Facebook, ampliara su labor de recopilación y preservación de materiales, consolidándose como un archivo físico y una colección digital mediante técnicas profesionales de conservación. Además, Estalles impulsó en el grupo la idea de que debían difundir los materiales para visibilizar la historia y la lucha de la comunidad trans, desafiando las perspectivas establecidas y asegurando que estas narrativas fueran conocidas por la sociedad en general. En palabras de Correa: «... en un primer momento, yo no consideraba que nuestro archivo tuviera que ser visible, ya que se trataba de nuestras fotos personales, recuerdos que, en su mayoría, eran íntimos. Pero la visión de Estalles me hizo pensarlo de otra manera: la visibilidad, ahora decidida por nosotras mismas, podría romper con muchas de las cargas que la sociedad nos había impuesto hasta ese momento en cada oportunidad en que se habían referido a nosotras, más que nada en los medios masivos de comunicación. (...) Hoy, entonces, nuestro material le gana a todas esas imágenes del pasado: nos mostramos como somos y mostramos lo que queremos mostrar, bajo nuestra propia mirada». Esto dio lugar a dos pequeñas exposiciones, dirigidas principalmente a la comunidad LGBTQ, celebradas en una sede de la Federación Argentina de Lesbianas, Gays, Bisexuales y Trans (FALGBT). En 2017, con un equipo más consolidado, el AMT diseñó su primera exposición en el Centro Cultural de la Memoria Haroldo Conti, un lugar altamente simbólico al estar ubicado en el ex centro clandestino de detención de la ESMA, lo que permitió al AMT ganar mayor reconocimiento y ampliar la difusión de su material.

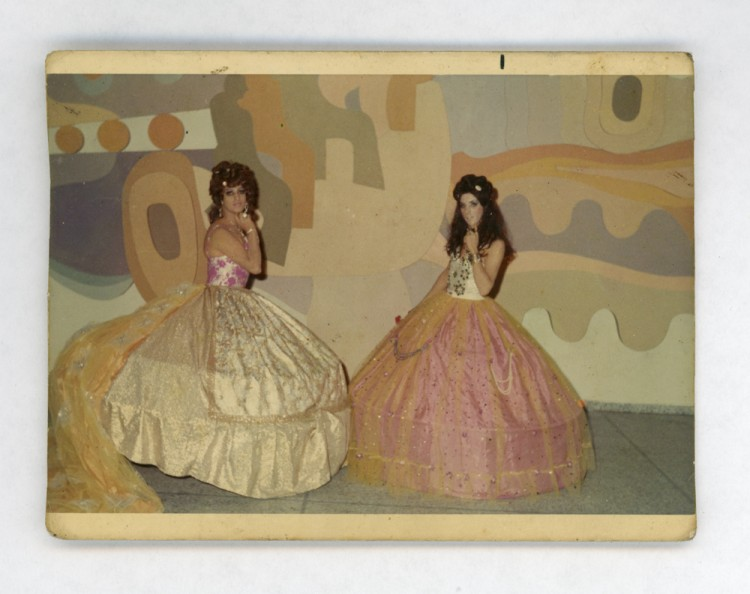
Fotografía de una celebración de carnaval de 1970, parte de la importante colección de imágenes de carnaval del Archivo, que registra uno de los pocos momentos en que las personas trans podían mostrarse libremente en público.

En 2018, el AMT recibió el Premio Ibermemoria por la Secretaría General Iberoamericana, reconocimiento que incluyó formación en gestión de documentación y archivos. Esto permitió que el proyecto adoptara estándares de archivismo profesionales, superando los métodos «intuitivos» guiados anteriormente por la experiencia de Estalles como fotógrafa. Además, el AMT obtuvo personería jurídica, lo que le permitió solicitar ayudas y subvenciones, conseguir un espacio de trabajo y pagar y cobrar honorarios profesionales. Uno de los objetivos del AMT ha sido convertirse en una fuente de empleo para las personas trans mayores, la mayoría de las cuales carecen de acceso a pensiones y han sido excluidas de las instituciones estatales; su equipo está formado por mujeres trans mayores que, por primera vez, han accedido a oportunidades de desarrollo profesional que antes parecían fuera de su alcance. El Archivo también ofrece formación en digitalización de imágenes, fotografía contemporánea y escritura creativa para las personas trans que trabajan en él. Los años siguientes marcaron un período de exponencial crecimiento y reconocimiento internacional para el proyecto, con invitaciones a participar en conferencias internacionales sobre archivo y activismo de la diversidad sexual, y apariciones en exposiciones en lugares como la web del Tate Modern, el Palacio de la Virreina y el Museo Reina Sofía de Madrid, el Instituto Moreira Salles de São Paulo y la 35.ª Bienal de Arte de São Paulo, así como en numerosos museos e instituciones de renombre de Argentina. El AMT fue objeto de una serie documental en 2021 que se estrenó en el canal Encuentro, produjo un pódcast y una radionovela, y participó en la película documental Álbum de familia (2024).

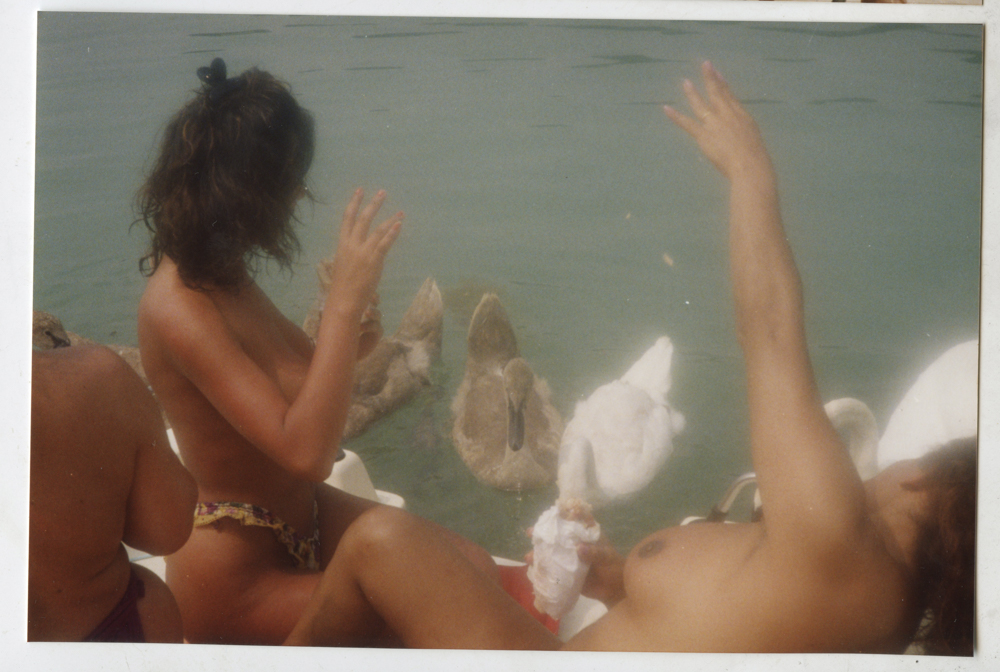
Fotografía de 1991, tomada durante el exilio de Baudracco en Italia.Tema recurrente en los fondos del Archivo, el exilio representó a menudo una de las pocas vías de las personas trans argentinas para vivir abiertamente.

La primera publicación impresa de materiales del Archivo de la Memoria Trans fue un fotolibro del mismo nombre, publicado en 2020 por la Editorial Chaco de Buenos Aires. Tras esta primera experiencia en el mundo editorial, la AMT fundó en 2022 su propia editorial independiente, dedicada a la promoción de autores y temáticas trans. Correa ha señalado que el objetivo de la editorial del AMT es proporcionar una plataforma para que las personas trans puedan contar sus propias historias, una oportunidad poco frecuente en otros medios editoriales, así como crear empleo para las personas trans. El primer libro de la editorial del AMT fue Si te viera tu madre, publicado ese mismo año, que se centra en la vida y el activismo de Baudracco a través de textos y fotos. El siguiente título fue Nuestros códigos en 2023, un libro-objeto que incluye fotos y citas de mujeres trans que dialogan con documentos de otros archivos, procedentes de las instituciones que se encargaron de perseguir a la comunidad. En 2024, el AMT publicó el libro Kumas y una reedición actualizada del primer fotolibro de 2020 (El libro rosa), así como dos fanzines: La abuela y la Travesti y El amor volverá. A diferencia de los libros anteriores, en los que primaban las fotografías, Kumas presenta 19 testimonios en primera persona de travestis y mujeres trans, en los que comparten sus historias de vida. El material del AMT también ha aparecido en otras publicaciones, como la revista argentina de fotografía Balam en 2018, la revista española trans Candy Transversal en 2022, y el libro Trans Hirstory in 99 Objects, editado por Hirmer Publishers en 2024, entre otros.

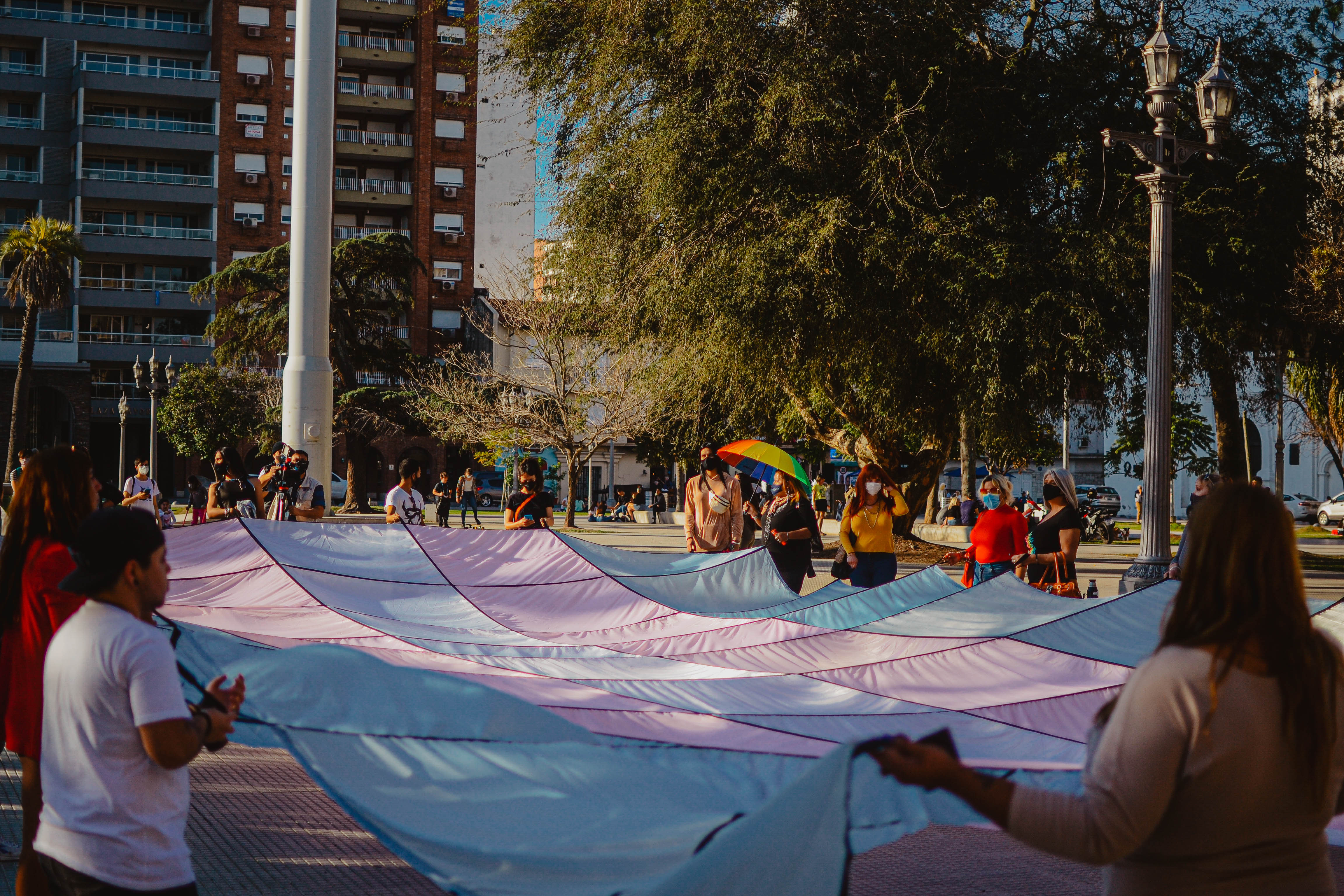
Un «banderazo» del AMT en la ciudad de Santa Fe, 22 de julio de 2021.

Además de su misión de preservar y compartir materiales que recuperan la memoria trans argentina, el AMT también ha estado profundamente comprometido con el activismo, liderando numerosas iniciativas y acciones legales en la lucha por los derechos de la comunidad trans. Desde 2017, en el Día Internacional de la Memoria Trans, que se celebra el 20 de noviembre, el AMT organiza una manifestación llamada «la acción de las candelas», en la que los participantes llevan velas y fotografías de personas trans que han muerto o han sido asesinadas, y honran colectivamente su memoria. A partir de 2020, el AMT también ha organizado el «banderazo», una manifestación a lo largo del país que consiste en el recorrido de una gran bandera trans por varias provincias de Argentina. En cada parada se inscriben en la bandera los nombres de personas trans y travestis fallecidas, como acto colectivo de memoria. Esta acción política de visibilización y reivindicación de derechos culmina el Día Internacional de la Memoria Trans en el ex centro clandestino de detención de la ESMA, y se enmarca en demandas más amplias de una ley integral trans y de reparación histórica.

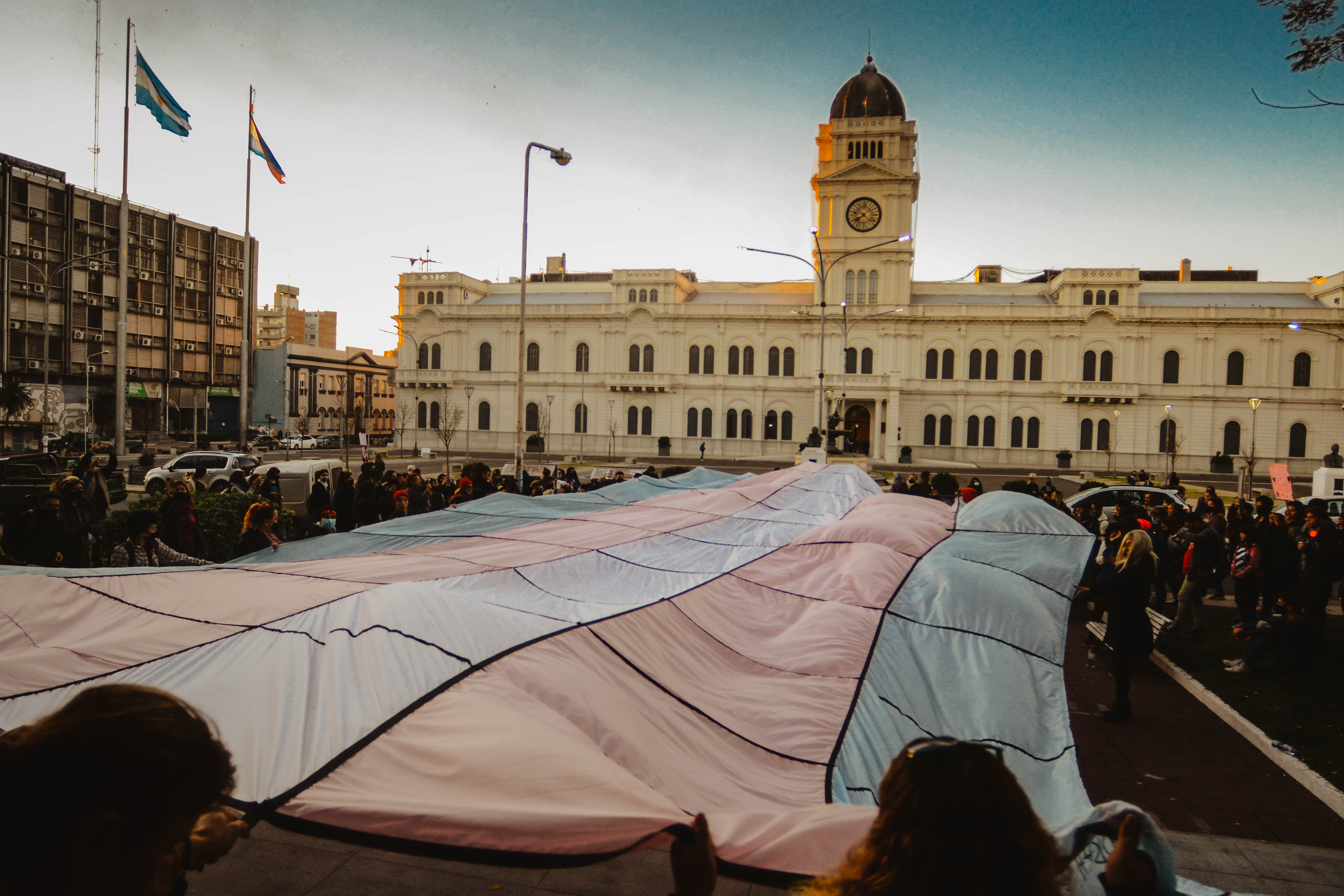
Un «banderazo» del AMT en Paraná, Entre Ríos, 26 de julio de 2021.

El 26 de marzo de 2024, un fallo histórico en el «Juicio Brigadas» marcó la primera vez que las mujeres trans fueron reconocidas oficialmente como víctimas de crímenes de lesa humanidad cometidos durante la última dictadura cívico-militar, resultando en la condena de diez ex represores por crímenes que incluyen privación ilegal de la libertad, tortura y abuso sexual agravado, perpetrados en el centro clandestino de detención conocido como Pozo de Banfield. El AMT tuvo un rol clave para posibilitar este reconocimiento judicial; su acervo histórico y testimonial fue decisivo para que las mujeres trans pudieran declarar y ser reconocidas como víctimas del terrorismo de Estado. Al conocerse la noticia, Correa declaró: «Lamentablemente llegan tarde estos juicios para nosotras, pero es gratificante que por primera vez sean incluidas las compañeras trans para poder dar testimonio de lo que pasaron. (...) Es un día histórico porque por primera vez incluyen a la comunidad trans en estos juicios aunque durante mucho tiempo la memoria fue un privilegio. Espero que esto sea un puntapié inicial para que el resto de las compañeras trans también puedan empezar a declarar, que puedan entender que pueden ser escuchadas».
En noviembre de 2024, con el apoyo del Centro de Estudios Legales y Sociales (CELS), el AMT encabezó la presentación de un recurso de amparo para que se reconozca oficialmente la violencia institucional y la discriminación estructural sufrida durante décadas por trece mujeres trans y travestis, con el objetivo de garantizar su derecho a la seguridad social ampliando el alcance de la ley nacional de jubilaciones y pensiones para incluir sus experiencias. Esta acción ha sido calificada como un hito para la comunidad trans argentina y busca que otras travestis y mujeres trans mayores de 50 años puedan acceder al derecho a la seguridad social como medida de reparación histórica. Correa, que se encuentra entre las demandantes, declaró: «Esta acción marca un precedente de que, por primera vez, se presentan personas con legajos policiales en mano. Anteriormente siempre eran nuestro relatos, porque, como digo, memoria y verdad siempre tuvimos, siempre nos faltó la última parte, que es la justicia».

## Impacto
El AMT es reconocido como un proyecto pionero en América Latina. Ha sido reconocido por introducir innovaciones en la práctica archivística al emplear un enfoque no cronológico y «afectivo» para organizar los materiales, con una estructura flexible y descentralizada que permite una conservación más inclusiva de las historias trans, utilizando diversas formas de documentación, como testimonios orales y materiales visuales, que los archivos tradicionales suelen pasar por alto. Al centrarse en las voces de las personas trans y cuestionar los relatos oficiales, el AMT introduce nuevos enfoques en las prácticas archivísticas, aumentando la accesibilidad y la participación de la comunidad en la preservación de la memoria. En septiembre de 2023, la Universidad Nacional de La Plata otorgó la máxima distinción honoris causa al AMT, describiéndolo como un «homenaje y un reconocimiento al trabajo que lleva adelante este proyecto colectivo, independiente y autogestivo, con la visibilización de los derechos de las personas travestis y trans en nuestro país y recuperar así esas memorias a 40 años del retorno de la Democracia».
El impacto del Archivo puede notarse en su papel de inspiración para iniciativas similares en varios países, como México, Honduras, Canadá, Cuba, Colombia, Chile y Uruguay. Varios de estos proyectos, como el Archivo de la Memoria Trans México, CubaneCuir, y el Archivo Honduras Cuir, han citado explícitamente el AMT como su principal punto de referencia. Entrevistado por Infobae en 2022, el historiador Patricio Simonetto afirmó que la proliferación de archivos inspirados en el AMT marca un «momento bisagra» para la historia LGBTQ del continente, ya que están «están transformando nuestra noción de qué es archivable, cuál es el valor de un documento y quién merece dejar registro para la posteridad», operando «contra una narrativa heterosexual que redujo a estas personas a las crónicas policiales o al exotismo y nos habilitan otros relatos que no solo se definen por la violencia, sino también por la alegría».
La aparición de archivos LGBTQ latinoamericanos inspirados por el AMT también ha dado lugar al desarrollo de mesas redondas y conferencias, fomentando debates transnacionales y conexiones entre estos espacios, por ejemplo una mesa redonda de 2022 sobre «Historias Trans Latinoamericanas» organizada por la University College de Londres. En 2024, el AMT, junto con el Museo Bajubá de Brasil —otro referente clave en la región—, organizó el primer Congreso Latinoamericano de Archivos Trans, un acontecimiento histórico que reunió a representantes de archivos de 14 países. En ocasión de este congreso, Correa escribió: «Compartir y dar a conocer el lenguaje de la archivística en este primer Congreso Latinoamericano es (en tanto la información es poder) empoderar a un montón de archivos trans de la región que, desde que el Archivo de la Memoria Trans Argentina se conformó como una entidad visible, fueron haciendo eco a la par nuestra. (...) A nosotras (el AMT) quizá nos costó el doble llegar hasta esto sin contar, al principio, con los conocimientos profesionales de la archivística; por eso creo que, para nuestrxs compañerxs, será mucho más fácil hacer el mismo recorrido pero con la instrucción que se brindará durante el Congreso. El objetivo es que las comunidades trans de cada país de Latinoamérica puedan construir con ese espacio de resistencia, memoria y futuro que conforman los archivos, y de la manera más profesional y legítima posible».

## Exposiciones
- La construcción de una Líder, FALGBT, Buenos Aires, 2014.[29]
- En busca de la libertad: exilio y carnaval, FALGBT, Buenos Aires, 2015.[29]
- Esta se fue, a esta la mataron, esta murió, Centro Cultural de la Memoria Haroldo Conti (ex-ESMA), Buenos Aires, 2 de diciembre de 2017 - 2 de marzo de 2018.[42]
- Byte Footage: La imagen arde, Centro Cultural Kirchner, Buenos Aires, mayo de 2018.[43]
- Retratos y carnavales, Centro Cultural General San Martín, Buenos Aires, abril - mayo de 2019;[44][45] Casa de la Cultura de Vicente López, Olivos, 5 de marzo - 26 de abril de 2020;[46] Centro Cultural Parque de España, Rosario, 26 de junio - 4 de septiembre de 2021;[47][48] Concejo Deliberante de Vicente López, Vicente López, 27 de junio-11 de julio de 2022.[49]
- Archivxs LGBTIQ (exposición colectiva), Centro de Arte Contemporáneo, Quito, 19 de julio - 29 de septiembre de 2019.[50]
- El tiempo de las flores, Centro de Fotografía de Montevideo, Montevideo, 13 de marzo - 5 de diciembre de 2020.[51]
- Siempre estuvimos ahí (exposición virtual), Cámara de Diputados de la Nación Argentina, Buenos Aires, 21 - 31 de julio de 2020.[52]
- Queerate Tate (exposición virtual; exposición colectiva), Tate Modern, Londres, febrero de 2021.[53]
- La pisada del ñandú (o cómo transformamos los silencios) (exposición colectiva), Palacio de la Virreina, Barcelona, 16 de julio - 17 de octubre de 2021.[54]
- Inventar a la intemperie. Desobediencias sexuales e imaginación política en el arte contemporáneo (exposición colectiva), Parque de la Memoria, Buenos Aires, 18 de septiembre - 12 de diciembre de 2021.[55]
- Madalena Schwartz: As metamorfoses (exposición colectiva), Instituto Moreira Salles, São Paulo, 9 de febrero de - 26 de septiembre de 2021;[56] MALBA, Buenos Aires, 5 de noviembre de 2021 - 14 de marzo de 2022.[57]
- Hard Copy Soft Touch (exposición colectiva), SPRINT Milano Art Book Fair, Milán, 26 de noviembre - 28 de noviembre de 2021.[58]
- Nuestra historia, Museo del Bicentenario, Buenos Aires, 10 de noviembre de 2022 - 15 de enero de 2023.[59]
- Esta se fue, esta la mataron, esta murió, Museo Municipal de la Ciudad de San Fernando, San Fernando, 10 de junio - 10 de julio de 2023.[60]
- Cultura colibrí (exposición colectiva), Museo de Arte Moderno, Buenos Aires, 26 de agosto de 2023 - 3 de marzo de 2024.[61]
- 35.ª Bienal de São Paulo – coreografias do impossível (exposición colectiva), Pabellón Ciccillo Matarazzo, São Paulo, 6 de septiembre de - 10 de diciembre de 2023.[16]
- Desplegar la memoria, cartografías travestis, Museo de las Mujeres, Córdoba, 27 de octubre de 2023- 10 de febrero de 2024.[62]
- Todas nuestras vidas, Dirección de Diversidad, Comodoro Rivadavia, noviembre de 2023.[63]
- Son tus ojos, Centro Cultural de España, Buenos Aires, 15 de marzo - 25 de mayo de 2024.[64]
- Cantando Bajito: Chorus (exposición colectiva), Ford Foundation Gallery, Nueva York, 8 de octubre - 7 de diciembre de 2024.[65]

## Publicaciones
Libros
- Archivo de la Memoria Trans Argentina (2020)
- Si te viera tu madre. Activismos y andanzas de Claudia Pía Baudracco (2022)
- Nuestros códigos (2023)
- Kumas (2024)
- Archivo de la Memoria Trans Argentina (El libro rosa) (2024). Reedición actualizada

Fanzines
- El amor volverá (2024)
- La abuela y la travesti (2024)